# Hefty Fine
| Recensione      | Giudizio |
| --------------- | -------- |
| AllMusic        | [ 3 ]    |
| Billboard       | [ 4 ]    |
| Blender         | [ 5 ]    |
| Hot Press       | 0/5      |
| IGN             | 3.5/10   |
| Music Emissions | [ 8 ]    |
| Playlouder      | [ 9 ]    |
| PopMatters      | 2/10     |
| Rolling Stone   | [ 11 ]   |

Hefty Fine è il quarto album in studio del gruppo musicale statunitense Bloodhound Gang, pubblicato per la Geffen Records nel settembre 2005, dopo sei anni dal loro precedente lavoro Hooray for Boobies.

## Tracce
1. Strictly for the Tardcore – 0:09
2. Balls Out – 4:19 (Franks/Jimmy Pop & Stigliano/Lüpüs Thunder)
3. Foxtrot Uniform Charlie Kilo – 2:53 (Franks/Jimmy Pop & Hennegan/Evil Jared)
4. I'm the Least You Could Do – 3:58
5. Farting With a Walkman On – 3:26
6. Diarrhea Runs in the Family – 0:24
7. Ralph Wiggum – 2:52
8. Something Diabolical (feat. Ville Valo) – 5:10 (Franks/Jimmy Pop & Dean/DJ Q-Ball)
9. Overheard in a Wawa Parking Lot – 0:04
10. Pennsylvania – 2:57
11. Uhn Tiss Uhn Tiss Uhn Tiss (feat. Natasha Thorp) – 4:20
12. Jackass – 2:26
13. No Hard Feelings / Hefty Fine – 9:14

## Formazione
- Jimmy Pop – voce, chitarra, campionatore, produzione
- Lüpüs Thünder – voce, chitarra
- Willie The New Guy – batteria
- Evil Jared – basso
- DJ Q-Ball – voce, giradischi, programmazione